# Марчук Віталій Степанович
| університет         =
| signature           =
| інше                =
}}
Віта́лій Степа́нович Марчу́к — підполковник Збройних сил України. Командир реактивного артилерійського дивізіону (Україна)|93-ї ОМБр]].

## З життєпису
У 2014 році служив в 93-й механізованій бригаді, був командиром реактивно-мінометної батареї. Здійснював марш для розблокування Донецького аеропорту, брав участь у штурмі багатьох населених пунктів. У листопаді 2014-го коригував вогонь, перебуваючи на вишці, яка знаходилась на території [[Міжнародний аеропорт «Донецьк» імені Сергія Прокоф'єва|Донецького аеропорту]

## Нагороди
- За особисту мужність і високий професіоналізм, виявлені у захисті державного суверенітету та територіальної цілісності України, вірність військовій присязі нагороджений орденом Богдана Хмельницького III ступеня (6.1.2016).[1]
- Орден «Народний Герой України» (15.1.2016).

УКАЗ ПРЕЗИДЕНТА УКРАЇНИ №240/2022
Про відзначення державними нагородами України
- За особисту мужність і самовіддані дії, виявлені у захисті державного суверенітету та територіальної цілісності України, вірність військовій присязі постановляю:

у Збройних Силах України:
Нагородити орденом Богдана Хмельницького ІІ ступеня (14 квітня 2022 року)
МАРЧУКА Віталія Степановича — підполковника